# Sindicato Nacional de la Industria Metalúrgica
El Sindicato Nacional de la Industria Metalúrgica, SINTRAIME, es el sindicato de los trabajadores metalúrgicos de Colombia, fundado el 24 de julio de 1947 en la ciudad de Palmira, Valle del Cauca, por obreros de Industrias Metálicas de Palmira.